# Hocco de Salvin
Mitu salvini
Espèce
Synonymes
- Crax salvini

Statut de conservation UICN

 LC  : Préoccupation mineure
L’Hocco de Salvin (Mitu salvini) est une espèce d'oiseau de la famille des Cracidae.

## Description
Il mesure environ 89 cm de longueur. Son plumage est d'un noir bleuté brillant avec le ventre et le bout de la queue blancs. Il a une huppe développée. Le bec court, crochu, aplati transversalement est rouge ou orange, les pattes sont rouges.

## Comportement

### Alimentation
Il se nourrit des fruits tombés sur le sol et de graines.

### Mode de vie
Il vit seul, en couple ou en petit groupe. Il vit sur le sol.

## Répartition et habitat

### Répartition
On la trouve dans la Serranía de la Macarena en Colombie, Équateur et Pérou.

### Habitat
Son habitat naturel est les forêts humides tropicales et subtropicales en plaine et montagne (jusqu'à 600 m d'altitude).